# Polystachya stodolnyi
Espèce
Polystachya stodolnyi est une espèce de plantes à fleurs de la famille des Orchidaceae (les orchidées) et du genre Polystachya, observée au Cameroun et en Guinée équatoriale. Sur la liste rouge de l'UICN, elle apparaît comme une plante menacée (EN).

## Étymologie
Son épithète spécifique stodolnyi rend hommage à Jerzy Stodolny, floriculteur en Orchidées.

## Distribution
Au sud du Cameroun, elle a été collectée au mont Finde, près de Lolodorf, en Guinée équatoriale dans la région continentale du Río Muni.

## Habitat
C'est une plante épiphyte de forêt submontagnarde, observée à une altitude de 850 m.